# 紳士協定
紳士協定（しんしきょうてい、英: gentlemen's agreement）とは、いわゆる不文律（暗黙の了解）の1つで、国家や団体、および個人間における取り決めのうち、公式の手続きや文書によらず、互いに相手が約束を履行することを信用して結ぶものをいう。

## 主な事例
- ドイツのメルセデス・ベンツ、BMW、アウディの三社は、速度無制限のアウトバーンがある国柄、ハイパワーな車両を販売していることから、スピードリミッターを250km/hで作動させることで一致している。性能を公表する際も、最高速度は「250 km/h」と表記する。ただし、ポルシェはこの協定に加わっていない。
- 中央競馬を除く日本の公営競技では1997年頃まで、広域発売規模の大レースにおける決勝戦や重賞競走を日曜日には設けないという暗黙の取り決めがあった。
- 中華人民共和国とインドは、ラダック地方の戦闘で、紛争が拡大しないよう敢えて銃を使わず、こん棒や投石といった武器を使用している[1]。

## 紳士協定が破られた事例

### F1世界選手権におけるセナとプロストの確執
F1世界選手権、1989年シーズンの出来事である。シーズン第2戦サンマリノGPでアイルトン・セナは「オープニングラップの1コーナーを制した者が優勝の権利を有し、それ以降は追越しをしない」という、当時のチームメイトアラン・プロストとの紳士協定を破り、ゲルハルト・ベルガーのタンブレロ・コーナーへの激突事故が原因の赤旗中断による再スタート後の一周目、セナはトサ・コーナーでプロストが開けていたイン側に飛び込み、抜き去っていった。
問題の発端は双方の解釈の違いにあると言われ、セナはトサ・コーナーを、プロストはタンブレロ・コーナーをそれぞれ「1コーナー」として主張。この協定を知らなかったチーム代表ロン・デニスが仲介に入り、セナが一応非を認め謝罪した形で決着がついたはずであった。
ところが、プロストが「和解時の話し合いの内容を口外しない」という紳士協定を破り、セナの不誠実さに対する非難を交えながら、仏紙レキップの記者にリークし再燃した。
この一連の出来事で、2人の溝は決定的なものとなった。2人の所属するマクラーレンチームもこの状況に苦心しつつも許容していたが、プロストはこの年を以てチームを離れることを決意。それでも、デニスが説得を試みたが、イタリアGPでの出来事によりプロストに対しチームは見切りをつける結果となった。また、エンジンサプライヤーのホンダも、前年の日本GPでの対応など、プロストの不信感を拭う努力をしていたが、度重なるエンジン待遇差別発言を受け、両者の関係が悪化。結果的に所属チームを敵に回してしまい、プロストもチームを去らざるを得ない状況を作ってしまった面もあった。

### 2003年1月に発生したフロリダ・マーリンズのウェイバー公示
2003年1月、フロリダ・マーリンズに所属するケビン・ミラー選手は中日ドラゴンズとの契約が成立。その後フロリダ・マーリンズは同選手を中日に譲渡するために、同選手をウェイバー公示にかけたところ、中日に加えてMLBのボストン・レッドソックスも入札を表明した。これはMLBとNPBの間にある「日本の球団に譲渡する目的でウェイバーにかけた選手は、他球団が入札をしない」という紳士協定を無視した形であったため、中日ドラゴンズ、ボストン・レッドソックス、ケビン・ミラー本人間で1ヶ月以上に渡る騒動となった。
　詳細は「ケビン・ミラー問題」を参照

### 第24回アジア野球選手権大会
2007年12月2日に行われた北京オリンピックの野球アジア予選、日本代表対韓国代表戦において、韓国から事前に通知されたオーダーと実際のオーダーが異なるという事件が発生し、日本側監督の星野仙一は紳士協定が破られたことに不快感を示した。

### 日本国内でのアメリカンフットボールのゲームに於けるクラウドノイズ
アメリカのプロフットボールであるNFLでは珍しくないクラウドノイズ（相手チームのオフェンスの際、ボールがスナップされる際に観客席が意図的に大音量を出し、相手チームのプレーコールが聞き取れないように妨害する行為）であるが、従来、関西地方を中心とした日本国内の学生リーグや社会人チームでは、アマチュアスポーツとしてのエチケット、相手チームへのリスペクトといった観点から、ボールのスナップ前にはスタンドの鳴り物や応援団は一旦、音量を控えるか、静寂を保つのが暗黙の了解として保たれてきた。
しかし、この慣例を廃し、チーム、あるいはスタンドの応援席が主体となって、アメリカに倣ったクラウドノイズで敵チームのオフェンスを妨害する応援スタイルを採用するチームが、オービックシーガルズを始めとする社会人や関東学生リーグの一部では増加している。NFLやカレッジフットボールの愛好者を中心にこれを好意的に解釈する人々も多いが、日本国内のアメリカンフットボールは、あくまで『アマチュアスポーツである』との観点から、快く捉えない人々もまた多い。

### 日本の公立校と私立校
かつて、日本の公立校と私立校の間には、公立校と私立校の定員割合をあらかじめ設定するという紳士協定があった。しかし、2000年代以降、紳士協定が撤廃され、公立校の倍率が低下する状態が生じている。